# 분열문
분열문 (分裂文, cleft sentence)이란, 문장에서 특정한 어구를 강조하기 위해 사용하는 구문을 말한다. 분열문은 '~것' 이라 표현되며, 강조하기 위한 의도로 분리한 문장으로 전제를 유발한다.

## 예
예) 내가 마신 것은 물이다. -> 전제 유발 : 내가 무엇을 마셨다.
　　아버지가 사주신 것은 이 책이다. -> 전제 유발 : 아버지가 무엇을 사주셨다.
위 예에서 '내가 마신 것'과 '아버지가 사주신 것'이 전제를 유발하는 분열문이다. 주문장이 부정되어도 전제(분열문)은 그대로 남는다. 즉 위 예에서
부정 : 내가 마신 것은 술이 아니다. (음료수이다.) -> 전제 유지: 내가 무엇을 마셨다.
　　아버지가 사주신 것은 이 책이 아니다. (저 책이다.) -> 전제유지 : 아버지가 무엇을 사주셨다.

## 같이 보기
- 전제
- 함의